# The Labors of Love
The Labors of Love is de negentiende aflevering van het vierde seizoen van het tienerdrama Beverly Hills, 90210, die voor het eerst werd uitgezonden op 2 februari 1994.

## Verhaal
Omdat Nat wordt geopereerd, neemt Brandon tijdelijk de Peach Pit over. Het dreigt echter te worden gesloten uit financiële problemen, waardoor Dylan het overkoopt. Iedereen is erg tevreden, maar Brandon baalt stiekem dat hij niet degene is die de Peach Pit aan zijn ondergang heeft gered. Davids drugsverslaving loopt uit de hand, met als resultaat dat Kelly en Donna verhuizen. Donna wil David helpen, maar Kelly staat erop dat hij het zelf zal moeten redden.
Als David zijn baan bij de radio verliest door zijn gedrag, begint hij geld te stelen van zijn vader voor drugs. Ook vraagt hij geld aan Donna, die het hem uiteindelijk geeft. Jesse is fel tegen Andrea's overweging een abortus te laten plegen. Brandon ontdekt dat Lucinda van Professor Randall zal scheiden en wil een relatie met haar.

## Rolverdeling
- Jason Priestley - Brandon Walsh
- Shannen Doherty - Brenda Walsh
- Jennie Garth - Kelly Taylor
- Ian Ziering - Steve Sanders
- Gabrielle Carteris - Andrea Zuckerman
- Luke Perry - Dylan McKay
- Brian Austin Green - David Silver
- Tori Spelling - Donna Martin
- Carol Potter - Cindy Walsh
- James Eckhouse - Jim Walsh
- Joe E. Tata - Nat Bussichio
- Mark D. Espinoza - Jesse Vasquez
- Kerrie Keane - Suzanne Steele
- Wesley Allen Gullick - Willie
- Joe Greco - Joey Bussichio
- William S. Taylor - Dean Trimble
- Bojesse Christopher - Andy
- Suanne Spoke - Dokter
- Yuri Ogawa - Zuster